# Занони, Зана Николаевна
Зинаи́да Никола́евна Никола́енко (5 ноября 1910, Екатеринослав — 22 июля 1983, Москва), наиболее известная под сценическим псевдонимом За́на Зано́ни —  советская актриса театра, кино и дубляжа, танцовщица.

## Биография
Родилась 5 ноября 1910 года в городе Екатеринослав.
В 1928 году окончила 1-й Государственный хореографический техникум, а в 1939-м — Театральную студию под руководством Н. П. Хмелёва.
В 1923—1925 годах выступала на эстраде с исполнением характерных танцев. С 1925-го являлась актрисой киностудии «Ленфильм». В 1939 году она актриса Московского театра им. М. Н. Ермоловой, в 1943—1945 годах — актриса Центрального театра транспорта в Москве (ныне это Московский драматический театр имени Н. В. Гоголя), затем — Театра-студии киноактёра. С 1960-го — актриса Киностудии имени М. Горького.
Ушла из жизни 22 июля 1983 года в Москве.

## Фильмография

### Роли в кино
В кино — с 1925 года.
- 1925 — Минарет смерти (Пленница гарема) — первая жена
- 1926 — Соперники — Занда, рыбачка
- 1927 — Северная любовь — Пелька
- 1929 — Голубой экспресс (Экспресс Нанкин — Су-Чжоу) — Ия
- 1929 — Соперницы — Италмас, дочь кулака
- 1930 — Айна (Песчаная учительница) — Айна
- 1931 — Забыть нельзя — Майса, учительница
- 1932 — Блестящая карьера — богатая дама
- 1932 — Золотые руки — Фатьма
- 1933 — Моя Родина — китайская благотворительница (нет в титрах)
- 1936 — Девушка с Камчатки — Наташа
- 1947 — Поезд идёт на восток — пассажирка в вагоне-ресторане (нет в титрах)
- 1949 — Алитет уходит в горы — Рультына
- 1950 — Свадебный подарок — Огюль-Гирек
- 1953 — Серебристая пыль — Мэри, горничная-негритянка
- 1955 — Мексиканец — мать Риверы
- 1955 — Следы на снегу — Замятина Зинаида Николаевна, сотрудница экспедиции
- 1956 — Как Джанни попал в ад (фильм-опера) — Ческа
- 1956 — Тропою грома — мама Ленни Сварца
- 1959 — Я вам пишу… — Римма Васильевна
- 1962 — 713-й просит посадку — медсестра-индианка
- 1962 — Мы вас любим — рабыня
- 1962 — Чёрная чайка — кубинка
- 1963 — Два воскресенья — делегат (нет в титрах)
- 1965 — Как вас теперь называть? — эпизодическая роль (нет в титрах)
- 1965 — Они не пройдут — эпизодическая роль
- 1965 — Фитиль (киножурнал), вып. № 34 «Срочно! 03!» — врач
- 1966 — Серая болезнь — Элеонора Смирнова, жена и ассистентка фокусника
- 1967 — Цыган — старая цыганка
- 1968 — Крах (Операция против Савинкова) — цыганка из хора
- 1968 — Шаги по земле — эпизодическая роль (нет в титрах)
- 1970 — Чёрное солнце — негритянка
- 1971 — Корона Российской империи, или Снова неуловимые — индианка
- 1972 — Первый экзамен — старшая учительница
- 1972 — Хроника ночи — Клео Гиту
- 1974 — Если хочешь быть счастливым — индианка (нет в титрах)
- 1974 — Скворец и Лира — пассажирка (нет в титрах)
- 1975 — Бегство мистера Мак-Кинли — дама в сари на симпозиуме (нет в титрах)
- 1976 — Марк Твен против… — Кэти
- 1977 — Солдатки — эпизодическая роль
- 1978 — Плата за истину — жена Пастера[2]

### Озвучивание
- 1938 — Большой вальс (The Great Waltz, США) — мать Штрауса
- 1960 — Пожнёшь бурю (Inherit the Wind, США) — Сара Брэди
- 1961 — Все по домам (Tutti a casa, Италия, Франция) — Каратина Бризигони
- 1963 — Фото Хабера (Fotó Háber, Венгрия)
- 1965 — Первый учитель (Биринчи мугалим)
- 1968 — Залог успеха (Il Medico della mutua, Италия)
- 1970 — Белые розы для моей чёрной сестры (Rosas blancas para mi hermana negra, Мексика) — Ангустия
- 1970 — Старые мельницы — Мако
- 1972 — Сюда прилетают лебеди — Чоп-апа
- 1975 — Наследник — Дойдук